# Бівер (округ Полк, Вісконсин)
Бівер (англ. Beaver) — місто (англ. town) в США, в окрузі Полк штату Вісконсин. Населення — 798 осіб (2020).

## Демографія
Згідно з переписом 2010 року, у місті мешкало 835 осіб у 341 домогосподарстві у складі 244 родин. Було 521 помешкання
Расовий склад населення:
| - 95,9 % — білих - 1,7 % — корінних американців - 0,5 % — чорних або афроамериканців |

До двох чи більше рас належало 1,8 %. Частка іспаномовних становила 1,4 % від усіх жителів.
За віковим діапазоном населення розподілялося таким чином: 22,4 % — особи молодші 18 років, 63,1 % — особи у віці 18—64 років, 14,5 % — особи у віці 65 років та старші. Медіана віку мешканця становила 44,5 року. На 100 осіб жіночої статі у місті припадало 105,7 чоловіків;  на 100 жінок у віці від 18 років та старших — 103,8 чоловіків також старших 18 років.
Середній дохід на одне домашнє господарство  становив 64 502 долари США (медіана — 54 773), а середній дохід на одну сім'ю — 75 686 доларів (медіана — 66 250). Медіана доходів становила 41 875 доларів для чоловіків та 31 688 доларів для жінок. За межею бідності перебувало 9,4 % осіб, у тому числі 15,2 % дітей у віці до 18 років та 9,0 % осіб у віці 65 років та старших.
Цивільне працевлаштоване населення становило 404 особи. Основні галузі зайнятості: виробництво — 23,3 %, освіта, охорона здоров'я та соціальна допомога — 19,8 %, мистецтво, розваги та відпочинок — 11,6 %, транспорт — 8,4 %.